# 다닐 메드베데프

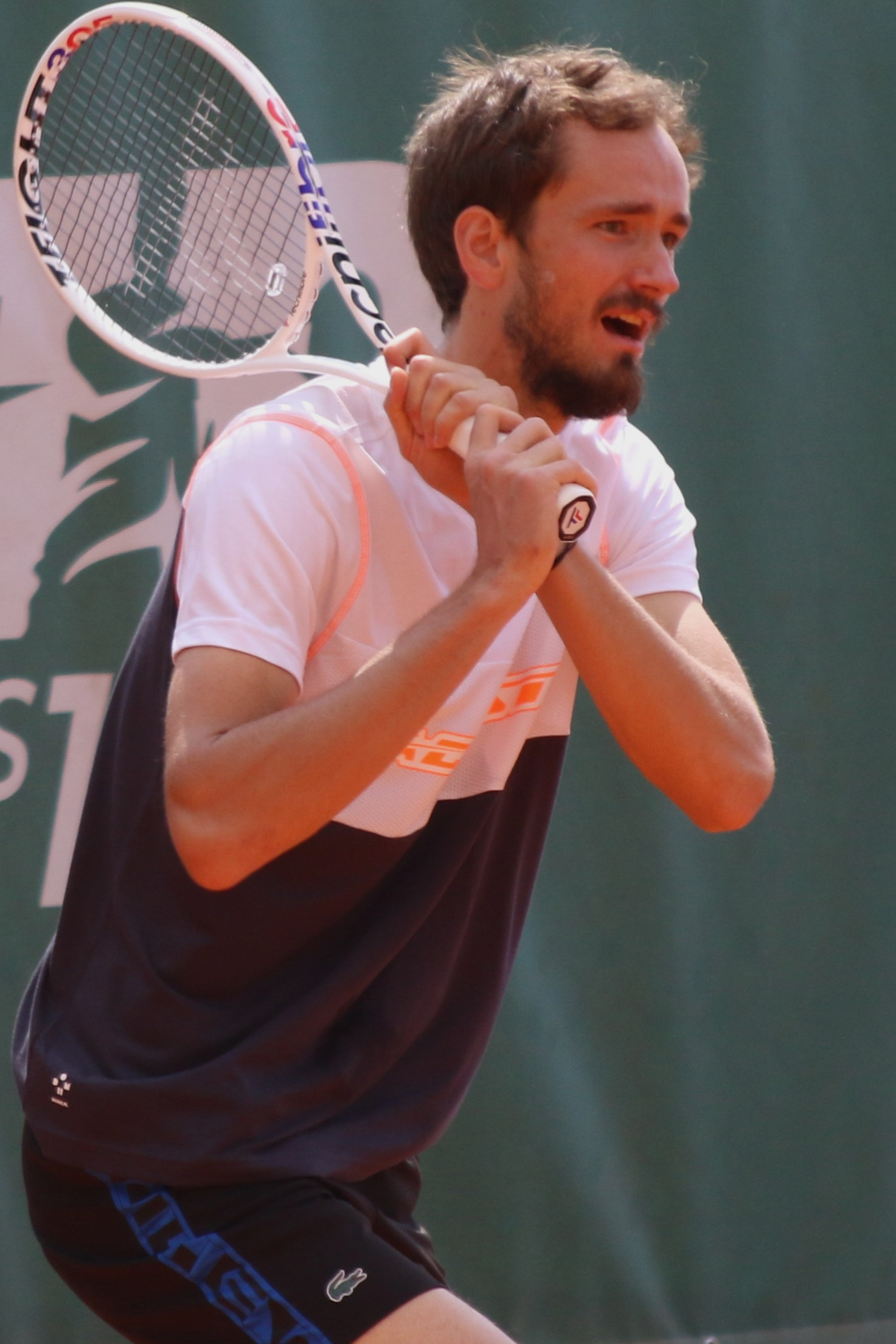

다닐 메드베데프(Daniil Medvedev, 본명: 다닐 세르게예비치 메드베데프, 러시아어: Даниил Сергеевич Медведев, IPA: [dənʲɞˈiɫ sʲimprˈɡʲe(j)ɲʲɆtɕ mʲˈdˈvʲedʲɲf], 1996년 2월 11일 ~ )은 러시아의 프로 테니스 선수이다. 플레이스타일은 오른손잡이, 양손 백핸드이다. 프로 테니스 협회(ATP)가 선정한 남자 단식 세계 1위에 올라 있다. 2021년 US 오픈과 2020년 ATP 파이널을 포함해 20개의 ATP 투어 싱글 타이틀을 획득했다.
메드베데프는 2021년 US 오픈 결승전에서 세계 1위 노박 조코비치를 꺾고 그랜드 슬램 달성을 거부했으며, 연말 챔피언십 타이틀을 노리는 도중 세계 랭킹 상위 3위 선수를 꺾은 유일한 선수가 되었다. 그는 또한 6개의 마스터스 타이틀을 획득했고 6개의 메이저 결승에 진출했다. 그의 6개 마스터즈 타이틀은 모두 다른 장소에서 나왔고, 이는 그를 6개 다른 장소에서 마스터즈 타이틀을 획득한 6번째 선수가 되었다.
메드베데프는 2015년 크렘린컵 복식 대회에서 ATP 투어 본선 무승부를 기록했고, 2017년에는 윔블던에서 처음으로 단식 메이저 대회에 출전했다. 2018년 메드베데프는 첫 ATP 투어 싱글 타이틀을 획득했고, 2019년에는 윔블던에 이어 톱 10에 데뷔하고 US 오픈을 포함해 6회 연속 토너먼트 결승에 진출하는 등 획기적인 성과를 거두었다. 그는 2020년 ATP 결승전에서 우승했고, 2021년에는 두 번의 메이저 결승전에 출전해 US 오픈에서 우승했다. 2022년 또 다른 호주 오픈 결승에 진출한 직후, 메드베데프는 2004년 앤디 로딕 이후 빅 4를 제외한 첫 번째 남자 선수가 되었고, 1999년 예브게니 카펠니코프와 2000년 마라트 사핀에 이어 세 번째 러시아 선수가 되었다. 전체 27번째 남자. 이후 폼에 어려움을 겪으며 결국 순위 10위 밖으로 떨어졌으나 2023년 초 폼을 되찾았고 이후 두 차례 더 메이저 결승에 진출하며 세계 3위로 복귀했다.